# Llista de medallistes olímpics de bobsleigh
Aquesta és una llista dels medallistes olímpics de bob:

## Medallistes

### Categoria masculina

#### Dos homes
| Edició                              | Or                                                                                     | Argent                                          | Bronze                                              |
| 1932 Lake Placid detalls            | Estats UnitsHubert Stevens · Curtis Stevens                                            | SuïssaReto Capadrutt · Oscar Geier              | Estats UnitsJohn Heaton · Robert Minton             |
| 1936 Garmisch-Partenkirchen detalls | Estats UnitsIvan Brown · Alan Washbond                                                 | SuïssaFritz Feierabend · Joseph Beerli          | Estats UnitsGilbert Colgate · Richard Lawrence      |
| 1948 St. Moritz detalls             | SuïssaFelix Endrich · Friedrich Waller                                                 | SuïssaFritz Feierabend · Paul Eberhard          | Estats UnitsFrederick Fortune · Schuyler Carron     |
| 1952 Oslo detalls                   | AlemanyaAndreas Ostler · Lorenz Nieberl                                                | Estats UnitsStanley Benham · Patrick Martin     | SuïssaFritz Feierabend · Stephan Waser              |
| 1956 Cortina d'Ampezzo detalls      | ItàliaLamberto Dalla Costa · Giacomo Conti                                             | ItàliaEugenio Monti · Renzo Alvera              | SuïssaMax Angst · Harry Warburton                   |
| 1960 Squaw Valley                   | No formà part del programa olímpic                                                     | No formà part del programa olímpic              | No formà part del programa olímpic                  |
| 1964 Innsbruck detalls              | Regne UnitAnthony Nash · Robin Dixon                                                   | ItàliaSergio Zardini · Romano Bonagura          | ItàliaEugenio Monti · Sergio Siorpaes               |
| 1968 Grenoble detalls               | ItàliaEugenio Monti · Luciano de Paolis                                                | RFAHorst Floth · Pepi Bader                     | RomaniaIon Panturu · Nicolae Neagoe                 |
| 1972 Sapporo detalls                | RFAWolfgang Zimmerer · Peter Utzschneider                                              | RFAHorst Floth · Pepi Bader                     | SuïssaJean Wicki · Edy Hubacher                     |
| 1976 Innsbruck detalls              | RDAMeinhard Nehmer · Bernhard Germeshausen                                             | RFAWolfgang Zimmerer · Manfred Schumann         | SuïssaErich Schärer · Joseph Benz                   |
| 1980 Lake Placid detalls            | SuïssaErich Schärer · Joseph Benz                                                      | RDABernhard Germeshausen · Hans-Jürgen Gerhardt | RDAMeinhard Nehmer · Bogdan Musiol                  |
| 1984 Sarajevo detalls               | RDAWolfgang Hoppe · Dietmar Schauerhammer                                              | RDABernhard Lehmann · Bogdan Musiol             | Unió SovièticaZintis Ekmanis · Vladimir Aleksandrov |
| 1988 Calgary detalls                | Unió SovièticaJānis Ķipurs · Vladimir Koslov                                           | RDAWolfgang Hoppe · Bogdan Musiol               | RDABernhard Lehmann · Mario Hoyer                   |
| 1992 Albertville detalls            | SuïssaGustav Weder · Donat Acklin                                                      | AlemanyaRudolf Lochner · Markus Zimmermann      | AlemanyaChristoph Langen · Günther Eger             |
| 1994 Lillehammer detalls            | SuïssaGustav Weder · Donat Acklin                                                      | SuïssaReto Götschi · Guido Acklin               | ItàliaGünther Huber · Stefano Ticci                 |
| 1998 Nagano detalls                 | CanadàPierre Lueders · David MacEachern                                                | no es concedí                                   | AlemanyaChristoph Langen · Markus Zimmermann        |
| 1998 Nagano detalls                 | ItàliaGünther Huber · Antonio Tartaglia                                                | no es concedí                                   | AlemanyaChristoph Langen · Markus Zimmermann        |
| 2002 Salt Lake City detalls         | AlemanyaChristoph Langen · Markus Zimmermann                                           | SuïssaChristian Reich · Steve Anderhub          | SuïssaMartin Annen · Beat Hefti                     |
| 2006 Torí detalls                   | AlemanyaKevin Kuske · André Lange                                                      | CanadàPierre Lueders · Lascelles Brown          | SuïssaMartin Annen · Beat Hefti                     |
| 2010 Vancouver detalls              | AlemanyaKevin Kuske · André Lange                                                      | AlemanyaRichard Adjei · Thomas Florschütz       | RússiaAleksei Voievoda · Alexandr Zubkov            |
| 2014 Sotxi detalls                  | RússiaAleksei Voievoda · Alexandr Zubkov                                               | SuïssaAlex Baumann · Beat Hefti                 | Estats UnitsSteven Holcomb · Steven Langton         |
| 2018 Pyeongchang detalls            | Canadà Justin Kripps · Alexander Kopacz Alemanya Francesco Friedrich · Thorsten Margis | no es concedí                                   | Letònia Oskars Melbārdis · Jānis Strenga            |
| 2022 Pequín detalls                 | AlemanyaFrancesco Friedrich · Thorsten Margis                                          | AlemanyaJohannes Lochner · Florian Bauer        | AlemanyaChristoph Hafer · Matthias Sommer           |

#### Quatre homes
| Edició                              | Or                                                                                       | Argent | Bronze                                                                                           |
| 1924 Chamonix                       | SuïssaEduard Scherrer · Alfred Neveu · Alfred Schläppi · Heinrich Schläppi               | Regne UnitRalph Broome · Thomas Arnold · Alexander Richardson · Rodney Soher                                                                  | BèlgicaCharles Mulder · René Mortiaux · Paul Van den Broeck · Victor Verschueren · Henri Willems |
| 1928 St. Moritz                     | Estats UnitsWilliam Fiske · Nion Tocker · Geoffrey Mason · Clifford Gray · Richard Parke | Estats UnitsJennison Heaton · David Granger · Lyman Hine · Thomas Doe · Jay O'Brien                                                           | AlemanyaHanns Kilian · Hans Hess · Sebastian Huber · Valentin Krempl · Hanns Nägle               |
| 1932 Lake Placid detalls            | Estats UnitsWilliam Fiske · Eddie Eagan · Clifford Gray · Jay O'Brien                    | Estats UnitsHenry Homburger · Percy Bryant · Paul Stevens · Edmund Horton                                                                     | AlemanyaHans Mehlhorn · Max Ludwig · Hanns Kilian · Sebastian Huber                              |
| 1936 Garmisch-Partenkirchen detalls | SuïssaPierre Musy · Arnold Gartmann · Charles Bouvier · Joseph Beerli                    | SuïssaReto Capadrutt · Hans Aichele · Fritz Feierabend · Hans Bütikofer                                                                       | Regne UnitFrederick McEvoy · James Cardno · Guy Dugdale · Charles Green                          |
| 1948 St. Moritz detalls             | Estats UnitsFrancis Tyler · Patrick Martin · Edward Rimkus · William D'Amico             | BèlgicaMax Houben · Freddy Mansveld · Louis-Georges Niels · Jacques Mouvet                                                                    | Estats UnitsJames Bickford · Thomas Hicks · Donald Dupree · William Dupree                       |
| 1952 Oslo detalls                   | AlemanyaAndreas Ostler · Friedrich Kuhn · Lorenz Nieberl · Franz Kemser                  | Estats UnitsStanley Benham · Patrick Martin · Howard Crossett · James Atkinson                                                                | SuïssaFritz Feierabend · Albert Madörin · André Filippini · Stephan Waser                        |
| 1956 Cortina d'Ampezzo detalls      | SuïssaFranz Kapus · Gottfried Diener · Robert Alt · Heinrich Angst                       | ItàliaEugenio Monti · Ulrico Girardi · Renzo Alvera · Renato Mocellini                                                                        | Estats UnitsArthur Tyler · William Dodge · Charles Butler · James Lamy                           |
| 1960 Squaw Valley                   | No formà part del programa olímpic                                                       | No formà part del programa olímpic | No formà part del programa olímpic                                                               |
| 1964 Innsbruck detalls              | CanadàVic Emery · Peter Kirby · Douglas Anakin · John Emery                              | ÀustriaErwin Thaler · Adolf Koxeder · Josef Nairz · Reinhold Durnthaler                                                                       | ItàliaEugenio Monti · Sergio Siorpaes · Benito Rigoni · Gildo Siorpaes                           |
| 1968 Grenoble detalls               | ItàliaEugenio Monti · Luciano de Paolis · Roberto Zandonella · Mario Armano              | ÀustriaErwin Thaler · Reinhold Durnthaler · Herbert Gruber · Josef Eder                                                                       | SuïssaJean Wicki · Hans Candrian · Willi Hofmann · Walter Graf                                   |
| 1972 Sapporo detalls                | SuïssaJean Wicki · Edy Hubacher · Hans Leutenegger · Werner Carmichel                    | ItàliaNevio de Zordo · Gianni Bonichon · Adriano Frassinelli · Corrado dal Fabbro                                                             | RFAWolfgang Zimmerer · Peter Utzschneider · Stefan Gaisreiter · Walter Steinbauer                |
| 1976 Innsbruck detalls              | RDAMeinhard Nehmer · Jochen Babock · Bernhard Germeshausen · Bernhard Lehmann            | SuïssaErich Schärer · Ulrich Bächli · Rudolf Marti · Joseph Benz                                                                              | RFAWolfgang Zimmerer · Peter Utzschneider · Bodo Bittner · Manfred Schumann                      |
| 1980 Lake Placid detalls            | RDAMeinhard Nehmer · Bogdan Musiol · Bernhard Germeshausen · Hans-Jürgen Gerhardt        | SuïssaErich Schärer · Ulrich Bächli · Rudolf Marti · Joseph Benz                                                                              | RDAHorst Schönau · Roland Wetzig · Detlef Richter · Andreas Kirchner                             |
| 1984 Sarajevo detalls               | RDAWolfgang Hoppe · Roland Wetzig · Dietmar Schauerhammer · Andreas Kirchner             | RDABernhard Lehmann · Bogdan Musiol · Ingo Voge · Eberhard Weise                                                                              | SuïssaSilvio Giobellina · Heinz Stettler · Urs Salzmann · Rico Freiermuth                        |
| 1988 Calgary detalls                | SuïssaEkkehard Fasser · Kurt Meier · Marcel Fässler · Werner Stocker                     | RDAWolfgang Hoppe · Dietmar Schauerhammer · Bogdan Musiol · Ingo Voge                                                                         | Unió SovièticaJānis Ķipurs · Guntis Osis · Juris Tone · Vladimir Koslov                          |
| 1992 Albertville detalls            | ÀustriaIngo Appelt · Harald Winkler · Gerhard Haidacher · Thomas Schroll                 | AlemanyaWolfgang Hoppe · Bogdan Musiol · Axel Kühn · Rene Hannemann                                                                           | SuïssaGustav Weder · Donat Acklin · Lorenz Schindelholz · Curdin Morell                          |
| 1994 Lillehammer detalls            | AlemanyaHarald Czudaj · Karsten Brannasch · Olaf Hampel · Alexander Szelig               | SuïssaGustav Weder · Donat Acklin · Kurt Meier · Domenico Semeraro                                                                            | AlemanyaWolfgang Hoppe · Ulf Hielscher · Rene Hannemann · Carsten Embach                         |
| 1998 Nagano detalls                 | AlemanyaChristoph Langen · Markus Zimmermann · Marco Jakobs · Olaf Hampel                | SuïssaMarcel Rohner · Markus Nüssli · Markus Wasser · Beat Seitz                                                                              | FrançaBruno Mingeon · Emmanuel Hostache · Eric Le Chanony · Max Robert                           |
| 1998 Nagano detalls                 | AlemanyaChristoph Langen · Markus Zimmermann · Marco Jakobs · Olaf Hampel                | SuïssaMarcel Rohner · Markus Nüssli · Markus Wasser · Beat Seitz                                                                              | Regne UnitSean Olsson · Dean Ward · Courtney Rumbolt · Paul Attwood                              |
| 2002 Salt Lake City detalls         | AlemanyaAndré Lange · Enrico Kühn · Kevin Kuske · Carsten Embach                         | Estats UnitsTodd Hays · Randy Jones · Bill Schuffenhauer · Garrett Hines                                                                      | Estats UnitsBrian Shimer · Mike Kohn · Doug Sharp · Dan Steele                                   |
| 2006 Torí detalls                   | AlemanyaKevin Kuske · René Hoppe · Martin Putze · André Lange                            | RússiaAleksei Voievoda · Alexei Seliverstov · Filipp Yegorov · Alexandr Zubkov                                                                | SuïssaMartin Annen · Cedric Grand · Thomas Lamparter · Beat Hefti                                |
| 2010 Vancouver detalls              | Estats UnitsSteve Holcomb · Steve Mesler · Curtis Tomasevicz · Justin Olsen              | AlemanyaAndré Lange · Kevin Kuske · Alexander Rödiger · Martin Putze                                                                          | CanadàLyndon Rush · David Bissett · Lascelles Brown · Chris le Bihan                             |
| 2014 Sotxi detalls                  | RússiaAlexandr Zubkov · Dmitry Trunenkov · Alexey Negodaylo · Aleksei Voievoda           | LetòniaOskars Melbārdis · Arvis Vilkaste · Daumants Dreiškens · Jānis Strenga                                                                 | Estats UnitsLyndon Steven Holcomb · Steven Langton · Curtis Tomasevicz · Christopher Fogt        |
| 2018 Pyeongchang detalls            | AlemanyaFrancesco Friedrich · Candy Bauer · Martin Grothkopp · Thorsten Margis           | AlemanyaNico Walther · Kevin Kuske · Alexander Rödiger · Eric Franke Corea del SudWon Yun-jong · Jun Jung-lin · Seo Young-woo · Kim Dong-hyun | no concedida                                                                                     |
| 2022 Pequín detalls                 | AlemanyaFrancesco Friedrich · Thorsten Margis · Candy Bauer · Alexander Schüller         | AlemanyaJohannes Lochner · Florian Bauer · Christopher Weber · Christian Rasp                                                                 | CanadàJustin Kripps · Ryan Sommer · Cam Stones · Ben Coakwell                                    |

### Categoria femenina

#### Dues dones
| Edició                      | Or                                             | Argent                                         | Bronze                                       |
| 2002 Salt Lake City detalls | Estats UnitsJill Bakken · Vonetta Flowers      | AlemanyaSandra Prokoff · Ulrike Holzner        | AlemanyaSusi Erdmann · Nicole Herschmann     |
| 2006 Torí detalls           | AlemanyaSandra Kiriasis · Anja Schneiderheinze | Estats UnitsShauna Rohbock · Valerie Fleming   | ItàliaGerda Weissensteiner · Jennifer Isacco |
| 2010 Vancouver detalls      | CanadàKaillie Humphries · Heather Moyse        | CanadàHelen Upperton · Shelley-Ann Brown       | Estats UnitsErin Pac · Elana Meyers          |
| 2014 Vancouver detalls      | CanadàKaillie Humphries · Heather Moyse        | Estats UnitsElana Meyers · Lauryn Williams     | CanadàJamie Greubel · Aja Evans              |
| 2018 Pyeongchang detalls    | AlemanyaMariama Jamanka · Lisa Buckwitz        | Estats UnitsElana Meyers Taylor · Lauren Gibbs | CanadàKaillie Humphries · Phylicia George    |
| 2022 Pequín detalls         | AlemanyaLaura Nolte · Deborah Levi             | AlemanyaMariama Jamanka · Alexandra Burghardt  | Estats UnitsElana Meyers · Sylvia Hoffman    |

#### Monobob
| Edició              | Or                      | Argent             | Bronze                   |
| 2022 Pequín detalls | Kaillie Humphries (USA) | Elana Meyers (USA) | Christine de Bruin (CAN) |